# 阿久沢毅
阿久沢 毅（あくざわ つよし、1960年8月5日- ）は、日本の実業家、元高等学校教諭兼高校野球指導者。群馬県立勢多農林高等学校教諭を経て、2020年7月より群馬クレインサンダーズ代表取締役社長。

## 経歴
群馬県勢多郡大胡町（現 前橋市）出身。群馬大学教育学部卒業。
大胡町立大胡中学校（現 前橋市立大胡中学校）時代エースピッチャーとして県大会で優勝。高校野球の名門である群馬県立桐生高等学校進学後はエースの座を木暮洋に譲るが、主力打者としてチームを牽引。第50回選抜高等学校野球大会では王貞治以来となる2試合連続本塁打を放つなどの活躍でベスト4まで進出し、一躍ドラフトの注目株となる。この大会ではチームメイトの木暮が26イニング連続無失点記録を樹立し、さらに同じ群馬県の前橋高校のエース松本稔（プロ入りせず。のちに群馬県の高校野球監督）が史上初となる完全試合を達成するなど、群馬県の高校野球黄金時代の到来と評された。
同年のドラフト会議に際してはプロ野球の全12球団からの打診を受けたとも言われており、東京六大学野球連盟の名門である早稲田大学野球部のセレクションも受けたが家庭の事情などもあって地元の国立大学である群馬大学教育学部に進学（最終的に早稲田大学にはチームメイトの木暮が進学した）。大学では準硬式野球に転向。怪我の影響で左手が使えない状態でありながら、巧みな流し打ちで打率6割を記録した。
大学卒業後いったん桐生市立相生小学校教諭、桐生市立広沢中学校教諭となり2年間勤めた後、1985年から、地元の群馬県で高等学校教諭と高校野球指導者（群馬県立太田高等学校、群馬県立桐生高等学校、群馬県立渋川高等学校、群馬県立勢多農林高等学校を歴任）を務めていた。母校である桐生高校の監督に就任した際は多くの関係者が甲子園大会出場を期待したが、自らの信念である「スクールベースボール」の実践を最優先としたため勝利への執着心が薄く、実現はしなかった。
2020年3月31日をもって早期退職をし、2020年7月より群馬クレインサンダーズの代表取締役社長に就任した。

## 伝説のスラッガー
スポーツライターの二宮清純は、著書『最強のプロ野球論』の中で「最強のスラッガー」を複数人列挙したが、阿久沢はプロ入りしなかった選手の中で唯一その名を連ねており、二宮はその理由として以下のエピソードを挙げている。
第50回選抜高等学校野球大会での活躍から、桐生高校が大阪高野連に招待されPL学園高校との練習試合を行った際、試合前の練習中から桁違いの打球を連発し、練習試合では二番手投手、金石昭人（のち広島ほか）から高校生離れした飛距離の本塁打を見せ付ける。1974年から高校野球に金属バットが導入されて力任せに飛距離を伸ばす打者が増加する傾向の中で、柔軟性も兼ね備えた阿久沢のバッティングは木製バットの使用が義務付けられているプロ野球でも十分に活躍できたと推測されている。また当時の『週刊ベースボール』でも、木田勇（のち日本ハム他）や森繁和（のち中日投手コーチ他）といった社会人野球の有力選手に混じって高校生として唯一ドラフト一位候補に挙げられていた。

## 関連人物
- 木暮洋
- 松本稔 (野球)
- 神田直輝（群馬大学準硬式野球部から読売ジャイアンツに育成枠で入団）
- 第50回選抜高等学校野球大会
- 第60回全国高等学校野球選手権大会